# John Gerard
John Gerard o John Gerarde (1545 – 1611 o 1612) va ser un botànic anglès. L'any 1597 publicà una extensa obra il·lustrada: "Herball, or Generall Historie of Plantes", que va ser el llibre botànic anglès de major difusió durant el segle xvii. Essencialment l'obra és una traducció de la de Rembert Dodoens de l'any 1554.

## Biografia
Gerard nasqué a Nantwich, on rebé l'única educació de la seva vida. L'any 1577 començà a supervisar els jardins de William Cecil, Lord Burghley. Gerard va ser un pràctic no un pensador. Gerard ces considera uns dels fundadors de la botànica en idioma anglès, però no tenia una educació completa ni tenia els coneixements botànics que ja existien en aquella època.

## Obres
L'any 1596, Gerard publicà una llista de plantes rares que ell mateix cultivava a Holborn, on introduí plantes exòtiques del Nou Món incloent plantes que ell identificava (malament) com pertanyents al gènere Yucca.
El 1597, Gerard publicà els su famós Great Herball, or Generall Historie of Plantes. L'edició de 1597 tornà a utilitzar gravats en fusta dels llibres Eicones Plantarum (1590) per Jacobus Theodorus, que també havien estat reutilitzats de les obres de botànics anteriors com Mattioli, Dodoens, Clusius, i Lobelius.
Linnaeus el va honorar amb el gènere de plantes Gerardia.